# Камышовка (Оренбургская область)
Камышо́вка — село в Переволоцком районе Оренбургской области. Входит в состав Преторийского сельсовета.

## Географическое положение
Расположено на левом берегу реки Гусиха, в 75 км к северо-западу от Оренбурга.

## История
Немецкое братско-меннонитское село Камышовка основано в 1895 году переселенцами из молочанских колоний. Меннитские общины Карагуй и Николаевка. До революции входило в состав Абрамовской, затем Кипчакской волости Оренбургского уезда Оренбургской губернии. После — в составе Покровского, Кичкасского немецкого и Новосергиевского районов. В 1931 году образован колхоз «Юнгштурм», в 1950 году — отделение колхоза им. К. Маркса.

## Население
| 1900 | 1903 | 1917 | 1920 | 1926 | 1930 | 1976 |
| ---- | ---- | ---- | ---- | ---- | ---- | ---- |
| 131  | ↘61  | ↗289 | ↘211 | ↘195 | ↗239 | ↘210 |
| 2002 | 2010 |      |      |      |      |      |
| ↘120 | ↘100 |      |      |      |      |      |

Национальный состав
По данным Всероссийской переписи населения 2010 года:
| № | Национальность | Численность, чел. | Доля |
| - | -------------- | ----------------- | ---- |
| 1 | русские        | 35                | 35 % |
| 2 | татары         | 44                | 44 % |
| 3 | немцы          | 10                | 10%  |
| 4 | украинцы       | 3                 | 3%   |
| 5 | узбеки         | 6                 | 6 %  |
| 6 | прочие         | 2                 | 2%   |